# Ulrike Motschiunig
Ulrike Motschiunig (* 1965 in Ried im Innkreis, Oberösterreich) ist eine österreichische Kinderbuchautorin.

## Leben
Motschiunig wuchs im Innviertel auf. Nachdem sie eine Handelsakademie besucht hatte, arbeitete sie in einer Bank als Angestellte. 1990 zog sie nach Klagenfurt am Wörthersee. Sie begann nach der Geburt ihrer Kinder das Schreiben von Kinder- und Jugendbüchern.
Ihr erstes Buch Glück gesucht! wurde im Februar 2010 vom G & G Verlag veröffentlicht. Dieses Buch wurde beim österreichischen Literaturpreis Buchliebling in der Kategorie Bilder- und Erstlesebuch in der Leserwahl auf den ersten Platz gewählt, im September 2013 zeichnete die Kinderjury der Lemberger Buchmesse das Buch in ukrainischer Übersetzung aus.
Motschiunig ist Fan von Astrid Lindgren.

## Werke
- mit Nina Dulleck: Glück gesucht! Bilderbuch. G & G Verlag, 2010, ISBN 978-3-7074-1166-9.
- mit Nina Dulleck: Eins, zwei, drei, Angst vorbei! Bilderbuch. G & G Verlag, 2011, ISBN 978-3-7074-1280-2.
- mit Gisela Dürr: Millimeter, Zentimeter - Donnerwetter! Bilderbuch. G & G Verlag, 2012, ISBN 978-3-7074-1449-3.
- mit Gisela Dürr: Gramm, Kilogramm - du bist dran! Bilderbuch. G & G Verlag, 2012, ISBN 978-3-7074-1450-9.
- mit Anette Smolka-Woldan: Ich schenk dir was: Wie das Christkind den Weihnachtsmann überrascht! Bilderbuch. Verlag Heyn, 2012, ISBN 978-3-7084-0470-7.
- mit Florence Dailleux: Wie der kleine Fuchs die Liebe entdeckt! Bilderbuch. G & G Verlag, 2013, ISBN 978-3-7074-1483-7.
- mit Florence Dailleux: Wie der kleine Fuchs das Christkind sucht! Bilderbuch. G & G Verlag, 2014, ISBN 978-3-7074-1655-8.
- mit Gisela Dürr: Wenig oder viel - geschwind gelernt im Spiel! Bilderbuch. G & G Verlag, 2014, ISBN 978-3-7074-1604-6.
- mit Florence Dailleux: Viel Glück zum Geburtstag, kleiner Fuchs! Bilderbuch. G & G Verlag, 2015, ISBN 978-3-7074-1862-0.
- mit Matthias Kahl: Als die Tiere reich wurden! Den Umgang mit Geld spielend begreifen. Bilderbuch. G & G Verlag, 2015, ISBN 978-3-7074-1863-7.
- mit Florence Dailleux: Träum was Schönes, kleiner Fuchs! Bilderbuch. G & G Verlag, 2016, ISBN 978-3-7074-2011-1.
- mit Gisela Dürr: Mein schlaues Buch der Maße und Gewichte: Zentimeter, Kilogramm, Liter einfach begreifen. G & G Verlag, 2017, ISBN 978-3-7074-2070-8.
- mit Florence Dailleux: Was glitzert im Winterwald, kleiner Fuchs? Bilderbuch. G & G Verlag 2019, ISBN 978-3-7074-2301-3.
- mit Antje Bohnstedt: Gut gemacht, kleiner Hase! Bilderbuch. G & G Verlag 2019, ISBN 978-3-7074-2261-0.
- mit Kristina Nowothnig: Nixenstress und Tiefseezauber. Bilderbuch. G & G Verlag 2019, ISBN 978-3-7074-2301-3.
- mit Florence Dailleux: Wie schön, daß wir uns haben, kleiner Fuchs! Bilderbuch. G & G Verlag 2020, ISBN 978-3-7074-2325-9.
- mit Simone Leiss-Bohn: Das magische Ich lese vor Abenteuer: Eine Nuss für den Zauberer. Bilderbuch. G & G Verlag 2020, ISBN 978-3-7074-2367-9
- mit Simone Leiss-Bohn: Das magische Ich lese vor Abenteuer: Das Geschenk des Einhorns. Bilderbuch. G & G Verlag 2020, ISBN 978-3-7074-2368-6.
- mit Antje Bohnstedt: Hoppla, kleiner Hase! Schulspaß auf der Hasenwiese. Bilderbuch. G & G Verlag 2021, ISBN 978-3-7074-2407-2.
- mit Simone Leiss-Bohn: Das magische Ich lese vor Abenteuer: Feenzauber auf dem Donnerberg. Bilderbuch. G & G Verlag 2021. ISBN 978-3-7074-2420-1.
- mit Florence Dailleux: Willkommen, kleiner Fuchs! Bilderbuch. G & G Verlag 2022. ISBN 978-3-7074-2524-6.
- mit Florence Dailleux: Freu dich aufs Christkind, kleiner Fuchs! Bilderbuch G & G Verlag 2023, ISBN 978-3-7074-2516-1.
- mit Florence Dailleux: Danke, sagt der kleine Fuchs! Bilderbuch. G & G Verlag, 2023, ISBN 978-3-7074-2551-2.